# Panthera pardus spelaea
Panthera pardus spelaea (лат.) — вымерший подвид леопарда, который был широко распространён на территории Европы. Первые представители подвида появились в конце плейстоцена. По внешнему виду и размерам напоминал современного переднеазиатского леопарда. Самые молодые окаменелости имеют возраст 24 000 лет. Вымер к концу плейстоцена, около 10 000 лет назад. Возможно обитал в начале голоцена на юге и востоке Европы. Ископаемые находки европейского леопарда из немецкого города Гейдельберга датируются возрастом около 600 000 лет.

## Описание
Череп средней длины, по своим характеристикам схож с черепом переднеазиатского леопарда. Самое позднее известное изображение этого леопарда находится в пещере Шове. Неясно, были ли у этого вида более крупные розетки пятен, чем у современных леопардов. Имелся выраженный половой диморфизм — самцы крупнее самок.